# 拉普德爾山口

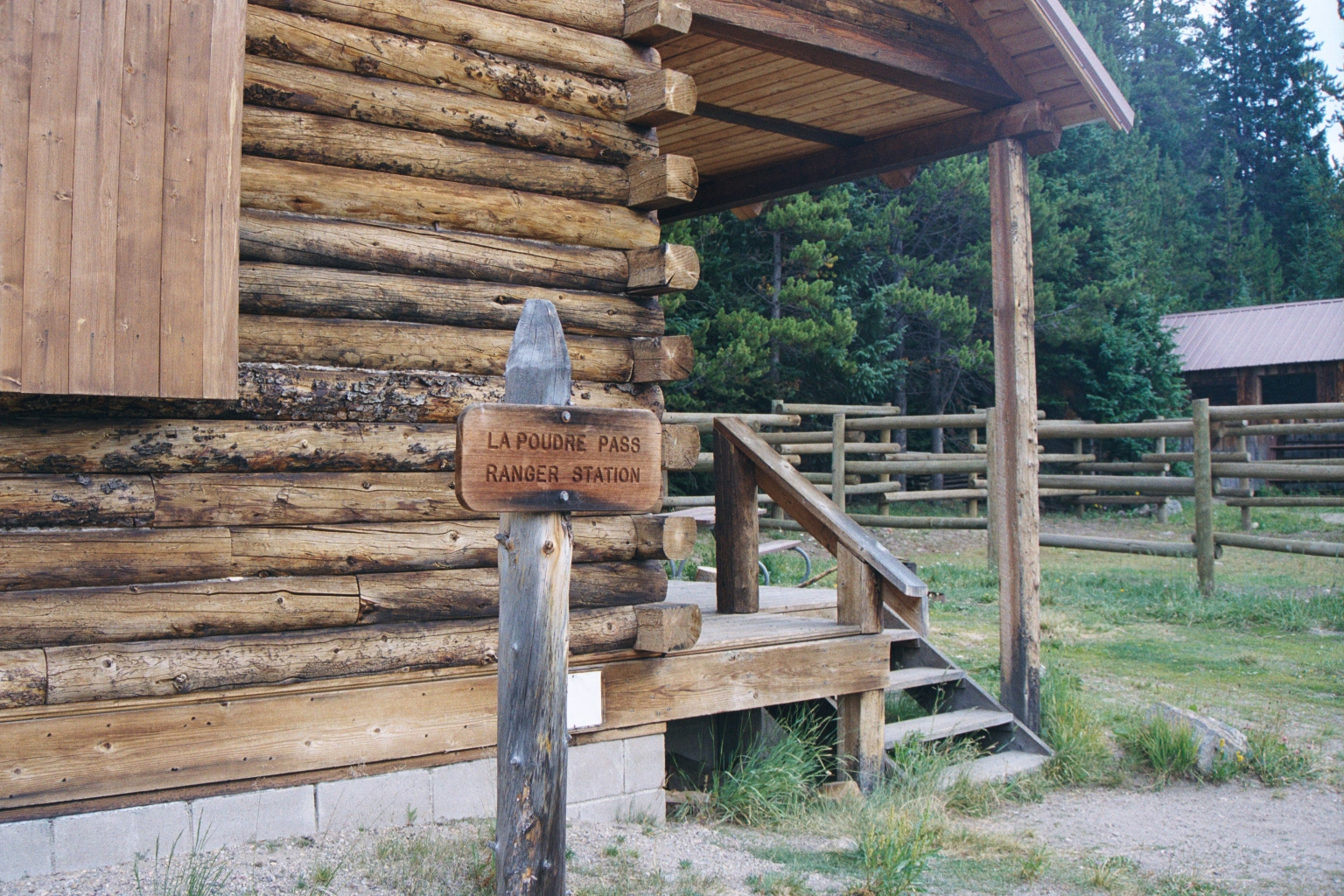
科罗拉多州落基山国家公园拉普德尔山口护林站

拉普德爾山口（英語：La Poudre Pass），海拔10,184英尺（3,104公尺），是一座高山山口，位於美國科羅拉多州北部洛磯山脈。
拉普德爾山口橫跨美洲大陸分水嶺，將拉普德雷帕斯溪的源頭與科羅拉多河的源頭分開，拉普德雷帕斯溪匯入卡什拉普德雷河，最終注入墨西哥灣。科羅拉多河流入加利福尼亞灣。
山口本身是一片寬闊、平坦的沼澤。在美洲大陸分水嶺以南的潮濕草地上，科羅拉多河發源於該地區，拉普德爾山口包括小拉普德雷山口湖。洛磯山國家公園拉普德爾山口護林員站也位於該山口內。